# Acacia filamentosa
Acacia filamentosa é uma espécie de leguminosa do gênero Acacia, pertencente à família Fabaceae.